# Parlier (Kalifornija)
Parlier je grad u američkoj saveznoj državi Kalifornija. Prema popisu stanovništva iz 2010. u njemu je živjelo 14.494 stanovnika.